# 新加美駅
新加美駅（しんかみえき）は、大阪府大阪市平野区加美東四丁目にある、西日本旅客鉄道（JR西日本）おおさか東線の駅。駅番号はJR-F14。

## 概要
大阪市内にあるものの、両隣の駅が大阪市内の駅ではないため、開業時はJRの旅客営業規則における「大阪市内」の駅として扱われていなかったが、2019年3月16日のおおさか東線全線開業に伴い、特定都区市内制度の範囲内となった。
おおさか東線の途中駅にはステーションカラーが導入されており、当駅のカラーは黄色である。
計画時の仮称は「加美駅」で、当駅から至近距離にある大和路線の駅と同名だったが、正式決定時に「新加美駅」とされた。なお、この両駅間の連絡運輸扱いは行われていないが、ダイヤ乱れや長時間運転見合わせになった時は加美駅へ迂回乗車の案内がされる。

## 歴史
- 2007年（平成19年）8月23日：駅名を「新加美駅」に決定。仮駅名は「加美駅」であった[2]。
- 2008年（平成20年）3月15日：おおさか東線の放出駅 - 久宝寺駅間の部分開業と同時に開業。大阪環状・大和路線運行管理システムを先行導入。
- 2018年（平成30年）3月17日：当駅の放出側に隣接する新駅として衣摺加美北駅が開業[3]。合わせて駅ナンバリングが導入される。
- 2019年（平成31年）3月16日：おおさか東線全線開業に伴い、大阪市内の駅に編入[4]。

## 駅構造
相対式2面2線の高架駅で、8両編成対応。分岐器や絶対信号機を持たないため、停留所に分類される。急カーブ上に位置しておりカントが高く、停車する列車はカーブ内側に大きく傾く。屋根は6両分。地上に改札口があり、ホームとの間にエレベーターが2基、エスカレーターは各ホーム2基ずつの4基が設置されている。「歴史と現代の共存」をデザインコンセプトとしている。
八尾駅が管理するJR西日本交通サービスによる業務委託駅であり、一部時間帯は無人となる。そのため改札機・券売機・精算機付近にはインターホンがあり、無人時間帯はコールセンターのオペレーターが対応し各種機器を遠隔制御している。
みどりの窓口は設置されておらず出札窓口自体の営業もないが、みどりの券売機が設置されている。

### のりば
| のりば | 路線         | 行先                   |
| ------ | ------------ | ---------------------- |
| 1      | おおさか東線 | 放出・新大阪・大阪方面 |
| 2      | おおさか東線 | 久宝寺方面             |

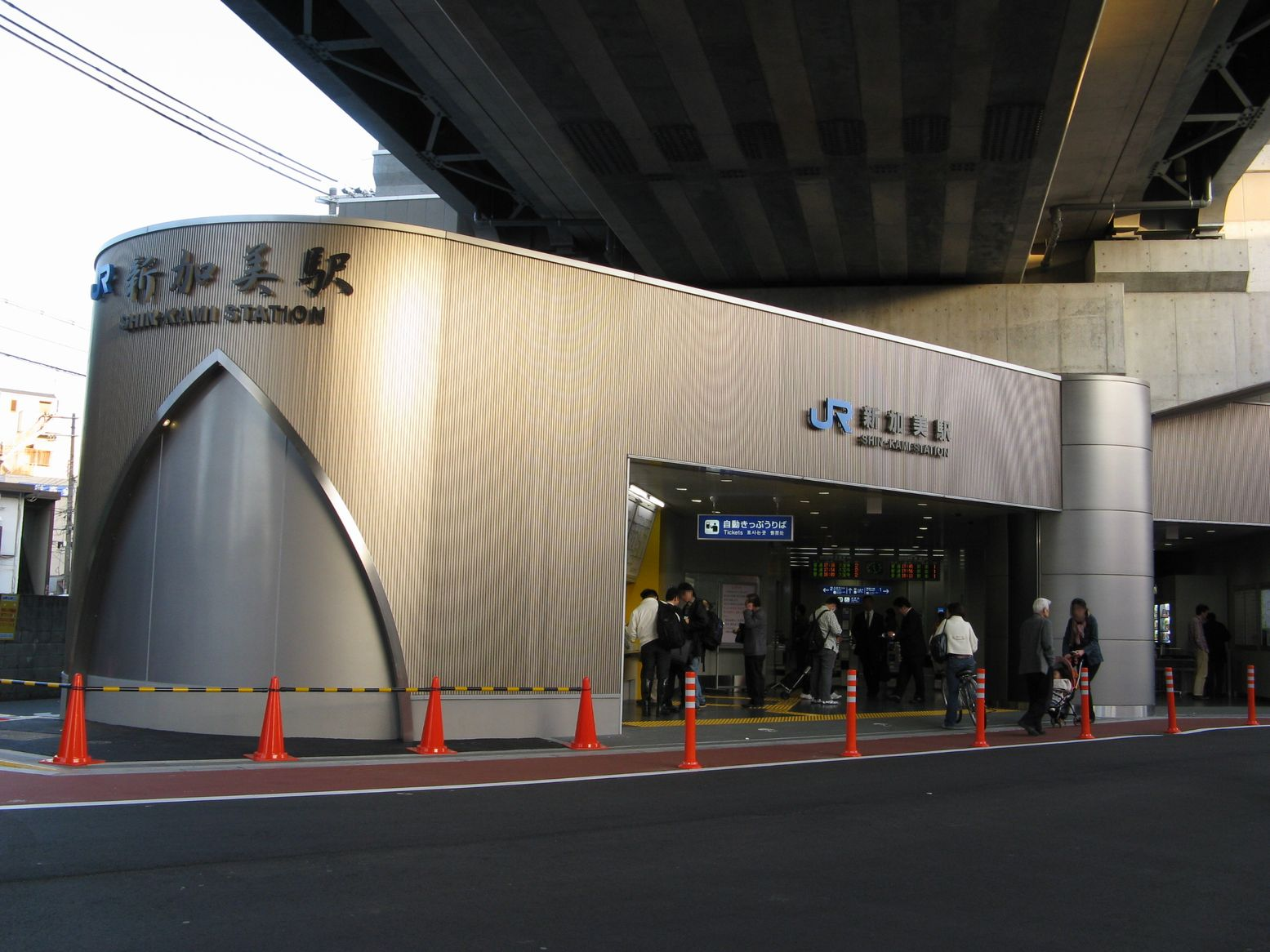
開業当日の駅舎（2008年3月）
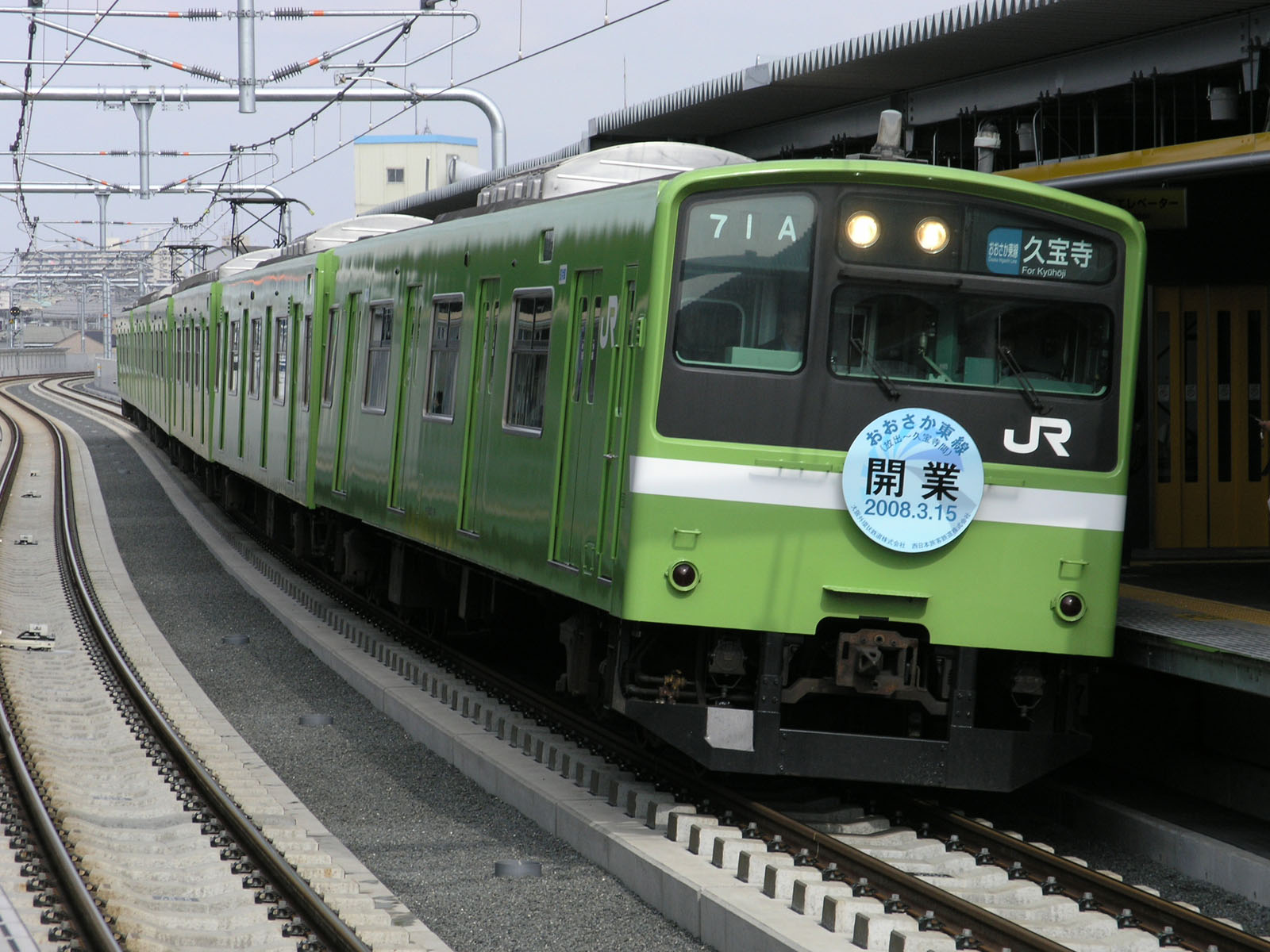
開業ヘッドマークを掲出した201系電車（2008年3月）
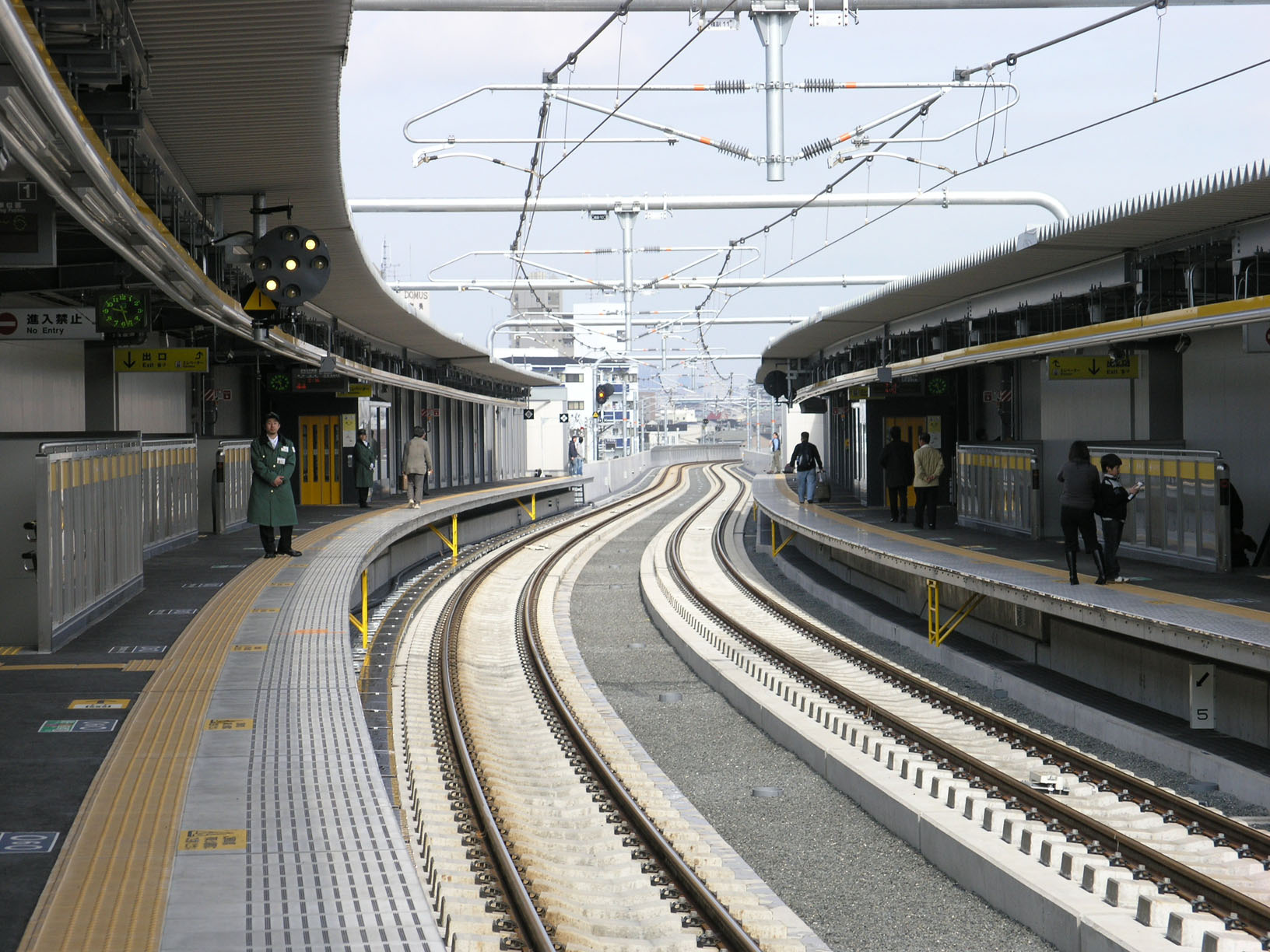
1番のりばから放出方向を撮影（2008年3月）
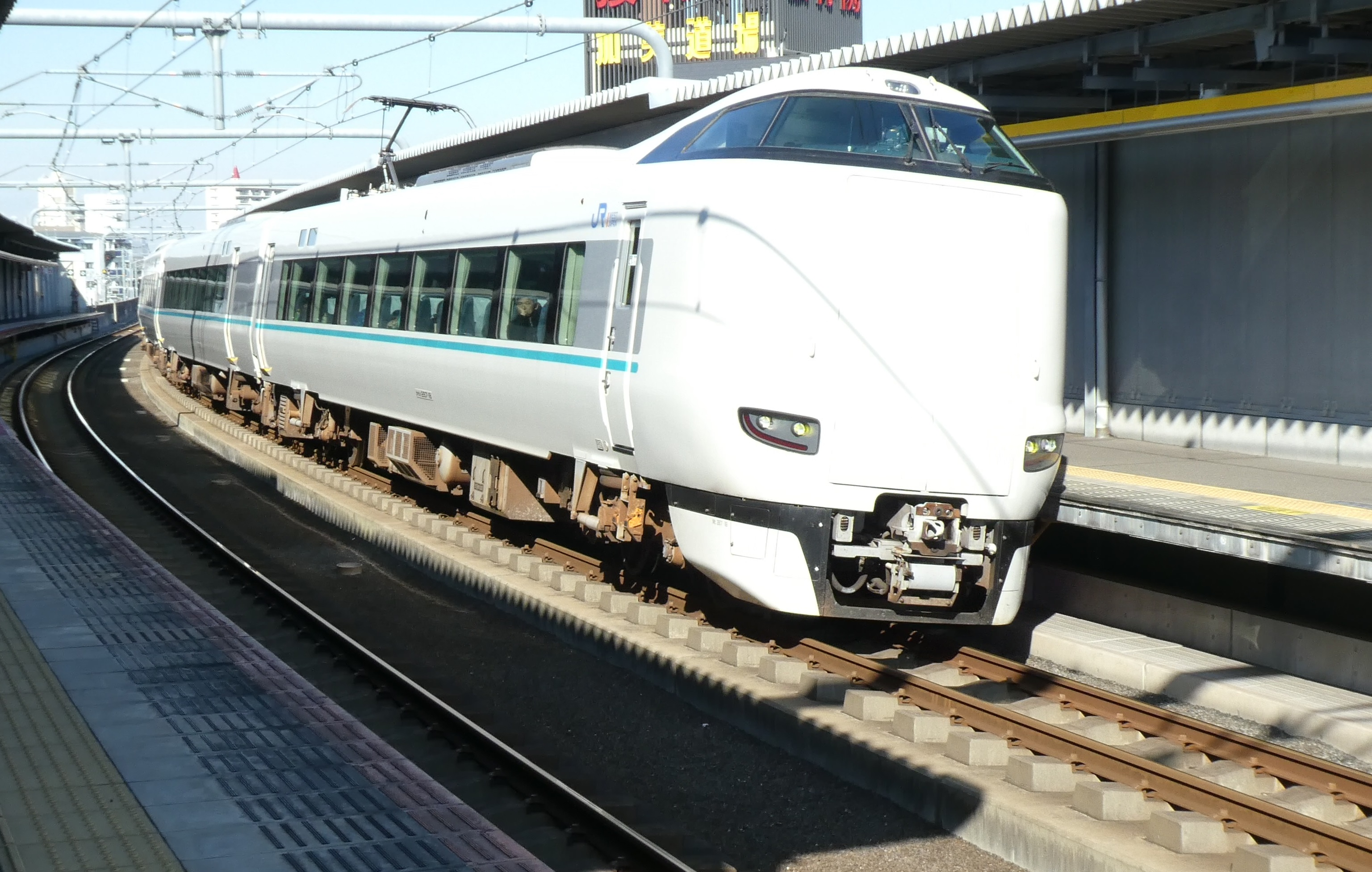
新加美駅を通過する奈良行き特急まほろば号（2019年12月）

### 配線図
|                       | ↑ おおさか東線 放出方面                                         |                     |
| ← 関西本線 JR難波方面 | 久宝寺駅 - 平野駅間および久宝寺駅 - 衣摺加美北駅間 構内配線略図 | → 関西本線 加茂方面 |
| 凡例 出典:            |                                                                 |                     |

## 利用状況
2022年（令和4年）度の1日平均乗車人員は2,290人である。大阪市に編入しているJRの駅では最も少ない。また、2021年は衣摺加美北駅に抜かれ、おおさか東線で最も少ない駅となった。
開業後の1日平均乗車人員は以下の通りである。
| 年度               | 1日平均 乗車人員 | 出典     |
| ------------------ | ---------------- | -------- |
| 2008年（平成20年） | 1,302            | [ * 1 ]  |
| 2009年（平成21年） | 1,515            | [ * 2 ]  |
| 2010年（平成22年） | 1,705            | [ * 3 ]  |
| 2011年（平成23年） | 1,863            | [ * 4 ]  |
| 2012年（平成24年） | 1,937            | [ * 5 ]  |
| 2013年（平成25年） | 1,997            | [ * 6 ]  |
| 2014年（平成26年） | 2,012            | [ * 7 ]  |
| 2015年（平成27年） | 2,102            | [ * 8 ]  |
| 2016年（平成28年） | 2,148            | [ * 9 ]  |
| 2017年（平成29年） | 2,227            | [ * 10 ] |
| 2018年（平成30年） | 2,107            | [ * 11 ] |
| 2019年（令和元年） | 2,451            | [ * 12 ] |
| 2020年（令和02年） | 2,080            | [ * 13 ] |
| 2021年（令和03年） | 2,140            | [ * 14 ] |
| 2022年（令和04年） | 2,290            | [ * 15 ] |
| 2023年（令和05年） | 2,468            | [ * 16 ] |

## 駅周辺
- 関西本線（大和路線）加美駅 - 近接してはいるが、乗換駅ではない。大和路線とは隣の久宝寺で乗り換えとなる。

### バス路線
駅から北へ約400m離れている「加美東一丁目」停留所と西へ約400m程離れている「加美」停留所がある。19号系統の地下鉄今里行き及び加美東三丁目北行きが発着する。

## 隣の駅
西日本旅客鉄道（JR西日本）
 おおさか東線
■直通快速
通過
■普通
衣摺加美北駅 (JR-F13) - （正覚寺信号場） - 新加美駅 (JR-F14) - 久宝寺駅 (JR-F15)

### 記事本文